# Выщепановка
Выщепановка (укр. Вищепанівка, до 2016 г. — Ильичовка) — село в Великоандрусовской сельской общине Александрийского района Кировоградской области Украины.
До 2020 года входило в Светловодский район
Население по переписи 2001 года составляло 5 человек. Почтовый индекс — 27520. Телефонный код — 5236. Код КОАТУУ — 3525280502.